# Bowness-on-Windermere
Koordinaten: 54° 22′ N, 2° 55′ W

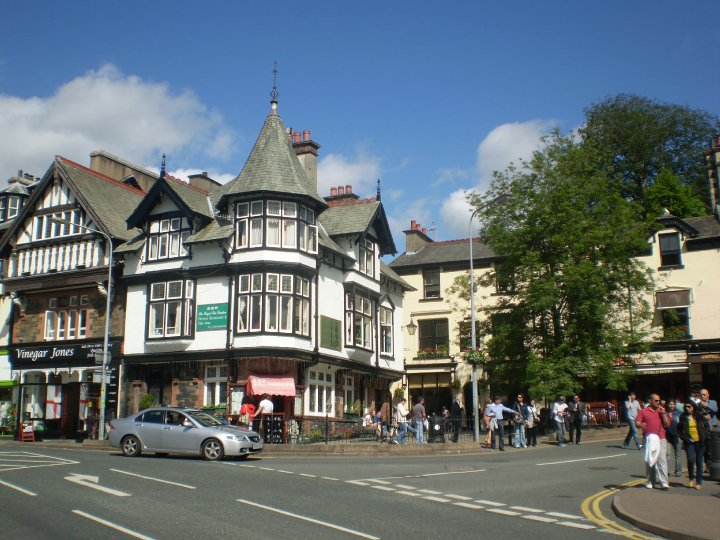
Bowness on Windermere

Bowness-on-Windermere ist ein Ort mit 3800 Einwohnern in Cumbria, direkt am Ufer des Windermeres, dem größten See Englands. Der Ort ist ein beliebtes Touristenziel – hauptsächlich wegen seiner Lage direkt am See. Aber auch die Schriftstellerin Beatrix Potter zieht Besucher an, obwohl sie keine direkte Beziehung zu dem Ort hatte.
Der Stadtverwaltung von Bowness-on-Windermere ist seit 1905 mit der des Ortes Windermere verbunden. Seit 1974 bilden die beiden Orte auch eine Civil parish.